# Makurazaki
Makurazaki (枕崎市, Makurazaki-shi) é uma cidade na prefeitura de Kagoshima, na ilha de Kyushu, Japão.
Em 2003 a cidade tinha uma população estimada em 25 772 habitantes e uma densidade populacional de 344,18 h/km². Tem uma área total de 74,88 km².
Recebeu o estatuto de cidade a 1 de Setembro de 1949.